# Zanjīr Bolāgh
Zanjīr Bolāgh (persiska: زنجیر بلاغ) är en ort i Iran.   Den ligger i provinsen Östazarbaijan, i den nordvästra delen av landet, 500 km nordväst om huvudstaden Teheran. Zanjīr Bolāgh ligger 1 631 meter över havet och antalet invånare är 186.
Terrängen runt Zanjīr Bolāgh är kuperad åt sydväst, men åt nordost är den platt. Terrängen runt Zanjīr Bolāgh sluttar norrut. Runt Zanjīr Bolāgh är det ganska glesbefolkat, med 35 invånare per kvadratkilometer. Närmaste större samhälle är Ahar, 15,7 km öster om Zanjīr Bolāgh. Trakten runt Zanjīr Bolāgh består i huvudsak av gräsmarker.